# طرطور المهرج
طُرطُور المهرج هي نوع قبعة ذات جلاجل يرتديها مهرجٌ أو مزاح.